# Schwedische Badmintonmeisterschaft 1952
Die Schwedische Badmintonmeisterschaft 1952 fand in Falkenberg statt. Es war die 16. Austragung der nationalen Titelkämpfe im Badminton in Schweden.	

## Titelträger
| Disziplin    | Sieger                                   |
| ------------ | ---------------------------------------- |
| Herreneinzel | Nils Jonson AIK                          |
| Dameneinzel  | Amy Pettersson MAI                       |
| Herrendoppel | Nils Jonson Stellan Mohlin AIK           |
| Damendoppel  | Astrid Löfgren Tora Löfgren Göteborgs BK |
| Mixed        | Knut Malmgren Elsy Killick MAI           |